# هلوپشته
هلوپشته، روستایی است از توابع بخش مرکزی شهرستان نور در استان مازندران ایران.مردم این روستا بیشتر از طایفه بزرگ و سرشناس لونج بوده و مردم این طایفه در فصل بهار و تابستان به این روستا کوچ می کنند .

## جمعیت و آب و هوا
این روستا در دهستان میان‌بند قرار دارد و براساس سرشماری مرکز آمار ایران در سال ۱۳۸۵، جمعیت آن ۱۱ نفر (۵خانوار) بوده‌است
این روستا به دلیل ارتفاع بسیار بالا ، قرار گیری در مسیر نسیم های قله سیاه‌سنگ و قرار گیری در بالای تپه، در بهار و تابستان آب و هوایی خنک و دلپذیر دارد . بیشتر روز های فصل بهار و تابستان این روستا دچار مه گرفتگی می‌شود که باعث مطلوبی هوا و سرسبزی زمین می‌گردد ؛ گاهی اوقات مه نمی تواند روستای هلوپشته را در بر گیرد و باعث می‌شود دریای از ابر زیر روستا تشکیل شود و منظری بسیار زیبا بسازد .
چشمه ها و آب آشامیدنی این روستا به دلیل بسیار زلال بودن و داشتن املاح معدنی همیشه زبان‌زد و معروف بوده .